# アレハンドロ・アルファロ
アレハンドロ・アルファロ （Alejandro Alfaro Ligero, 1986年11月23日 - ）は、スペイン・ウエルバ県出身の元サッカー選手。現役時代のポジションはFW（右ウイング、セカンドストライカー）。

## 経歴
セビージャFCの下部組織出身。2005年にセビージャ・アトレティコに昇格してからはチームでもっとも重要な選手のひとりとして活躍し、2006-07シーズン終了後にはセグンダ・ディビシオン（2部）昇格を果たした。2006年4月30日のレアル・ソシエダ戦(2-1)で10分間プレーしてトップチームデビューを果たし、2007年1月28日のレバンテUD戦(4-2)ではトップチーム昇格後初得点を決めた。2006-07シーズンにはUEFAカップでも4試合に出場した。
しかし、セビージャFCでは脇役的な存在にすぎず、2008年夏にはCDテネリフェにレンタル移籍した。2008-09シーズンにはリーグ4位の20得点を挙げて7シーズンぶりのプリメーラ・ディビシオン（1部）昇格に貢献し、2009年夏にはいったんセビージャFCに復帰したが、再びCDテネリフェにレンタル移籍した。2009-10シーズンはニノと並んで再びCDテネリフェの攻撃の核となり、7得点を挙げたが、シーズン終了後にはセグンダ・ディビシオンに降格した。
2010年夏にはセビージャFCに復帰した。2010-11シーズン序盤戦はヘスス・ナバスの欠場時に出場機会を得て、9月19日のマラガCF戦で1得点、11月4日のUEFAヨーロッパリーグ・FCカルパティ・リヴィウ戦(4-0)で2得点、バレンシアCF戦(2-0)で1得点、コパ・デル・レイのレアル・ウニオン戦(6-1)で1得点を決めた。
2014年8月18日、ギリシャ・スーパーリーグのパナシナイコスFCへ加入することが発表されたが、3日後に破談。同月28日にレアル・バリャドリードと2年契約を結んだ。
2016年7月1日、コルドバCFへ移籍した。

## 家族
1981年生まれの兄フアン・ホセ・アルファロはFCバルセロナの下部組織（ラ・マシア）出身のミッドフィールダーであり、セグンダ・ディビシオンB以下のカテゴリーでプレーしている。1991年生まれの弟ヘスス・アルファロはセビージャFCの下部組織出身のフォワードであり、何シーズンにも渡ってセビージャ・アトレティコでプレーした。

## タイトル
- セビージャFC
  - UEFAカップ: 2006–07
  - コパ・デル・レイ: 2006–07